# Grupo de Lima
El Grupo de Lima (abreviado en ocasiones como GL), fue una instancia multilateral, que se estableció tras la denominada Declaración de Lima, el 8 de agosto de 2017 en la capital homónima, donde se reunieron representantes de catorce países con el objetivo de dar seguimiento y acompañar a la oposición venezolana para buscar una salida pacífica a la crisis en Venezuela. Entre otras cuestiones, buscaba la liberación de los presos políticos y la celebración de elecciones libres, ofreciendo ayuda humanitaria y criticando la ruptura del orden institucional en el país sudamericano.
Doce países americanos en un principio suscribieron la declaración: Argentina, Brasil, Canadá, Chile, Colombia, Costa Rica, Guatemala, Honduras, México, Panamá, Paraguay y Perú. Guyana, Haití y Santa Lucía se unieron posteriormente. Bolivia se sumó después de la crisis política de 2019 y durante la gestión de Jeanine Áñez. También fue avalado por Barbados, Estados Unidos, Granada y Jamaica que asistieron al encuentro; asimismo organismos como la Organización de los Estados Americanos y la Unión Europea, además de la oposición venezolana, dieron su respaldo a dicho documento.

## Declaración de Lima

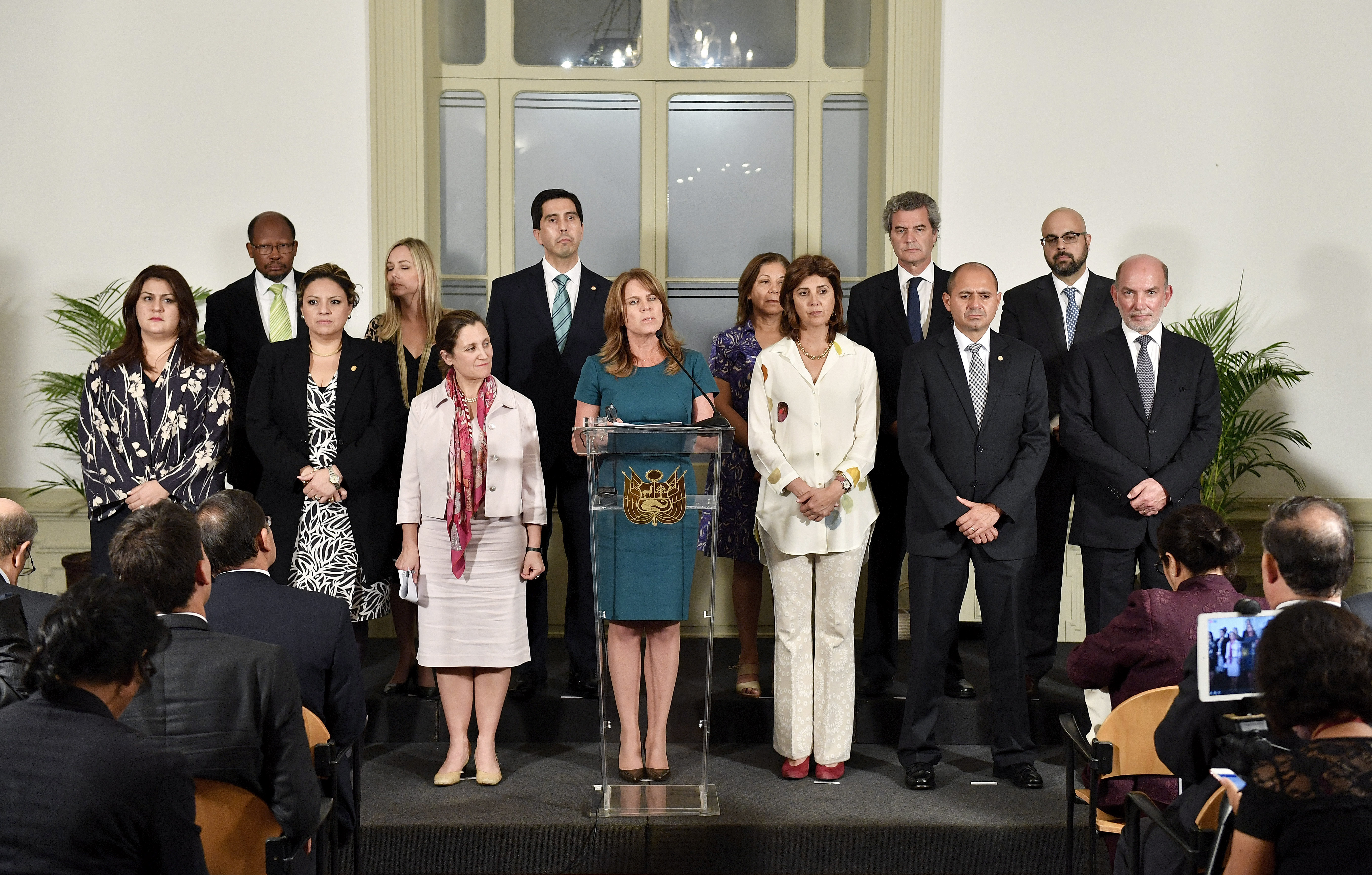
Representantes del Grupo de Lima en el palacio de Torre Tagle (Perú) durante un encuentro oficial.

En dicha reunión la instancia suscribió un documento en el que declaró:
1. Se condena a la ruptura del orden democrático en Venezuela.
2. Su decisión de no reconocer a la Asamblea Nacional Constituyente, ni los actos que emanen de ella, por su carácter ilegítimo.
3. Su pleno respaldo y solidaridad con la Asamblea Nacional de Venezuela, democráticamente electa.
4. Los actos jurídicos que conforme a la Constitución requieran autorización de la Asamblea Nacional, solo serán reconocidos cuando dicha Asamblea los haya aprobado.
5. Su enérgico rechazo a la violencia y a cualquier opción que involucre el uso de la fuerza.
6. Su apoyo y solidaridad con la fiscal general y los integrantes del Ministerio Público de Venezuela y exigen la aplicación de las medidas cautelares emitidas por la Comisión Interamericana de Derechos Humanos.
7. Su condena a la violación sistemática de los derechos humanos y las libertades fundamentales, a la violencia, la represión y la persecución política, la existencia de presos políticos y la falta de elecciones libres bajo observación internacional independiente.
8. Que Venezuela no cumple con los requisitos ni obligaciones de los miembros del Consejo de Derechos Humanos de las Naciones Unidas.
9. Su seria preocupación por la crisis humanitaria que enfrenta el país y su condena al gobierno por no permitir el ingreso de alimentos y medicinas en apoyo al pueblo venezolano.
10. Su decisión de continuar la aplicación de la Carta Democrática Interamericana a Venezuela.
11. Su apoyo a la decisión del Mercosur de suspender a Venezuela en aplicación del Protocolo de Ushuaia sobre Compromiso Democrático.
12. Su decisión de no apoyar ninguna candidatura venezolana en mecanismos y organizaciones regionales e internacionales.
13. Su llamado a detener la transferencia de armas hacia Venezuela a la luz de los artículos 6 y 7 del Tratado sobre el Comercio de Armas.
14. Que, teniendo en cuenta las condiciones actuales, solicitarán a la Presidencia Pro Témpore de la CELAC y a la Unión Europea, la postergación de la Cumbre CELAC-UE prevista para octubre de 2017.
15. Su compromiso de mantener un seguimiento de la situación en Venezuela, a nivel de Cancilleres, hasta el pleno restablecimiento de la democracia en ese país, y de reunirse a más tardar en la próxima sesión de la Asamblea General de Naciones Unidas, oportunidad en la que podrán sumarse otros países.
16. Su disposición a apoyar de manera urgente y en el marco del respeto a la soberanía venezolana, todo esfuerzo de negociación creíble y de buena fe, que tenga el consenso de las partes y que esté orientado a alcanzar pacíficamente el restablecimiento de la democracia en el país.

## Historia
Surge tras la Declaración de Lima de 2017, luego de que los países afines a esta instancia y algunos otros no lograran activar en la OEA la Carta Democrática Interamericana sobre Venezuela por la ruptura del orden constitucional del mencionado país debido al bloqueo de votos a favor de la resolución por parte de países caribeños.
Posteriormente ha tenido reuniones conforme se ha ido agravando la situación en la nación petrolera.
En su último encuentro el Grupo de Lima rechazó la convocatoria de las elecciones presidenciales de Venezuela de 2018. La canciller peruana Cayetana Aljovín informó que la presencia del presidente Nicolás Maduro en la Cumbre de las Américas de 2018 «no será bienvenida en dicho encuentro», citando a la declaración de Quebec de 2001, la cual señala que «la ruptura de la democracia constituye un obstáculo insuperable para la participación de un Estado en la Cumbre de las Américas».[cita requerida]
El inicio del 2019 marcó nuevos hechos en la situación política, con la instalación de la nueva Junta Directiva de la Asamblea Nacional, y la cercanía de la fecha de juramentación para un segundo período en la Presidencia de Nicolás Maduro. El Grupo de Lima el 4 de enero instó «a Nicolás Maduro a no asumir la presidencia el 10 de enero de 2019 y a que respete las atribuciones de la Asamblea Nacional y le transfiera, en forma provisional, el poder ejecutivo hasta que se realicen nuevas elecciones presidenciales democráticas».
Con el escalamiento de las tensiones por la crisis presidencial de 2019, el bloque diplomático rechazó el nuevo gobierno de Maduro por ser «ilegítimo» y reiteró el llamado a elecciones libres de la oposición venezolana. México evitó firmar el acuerdo de rechazo, mientras que en un comunicado apostó por una salida negociada entre las partes. El 23 de enero de 2019, mediante un comunicado, once de los catorce países del Grupo reconocieron a Juan Guaidó «como presidente encargado de la República Bolivariana de Venezuela, en atención a las normas constitucionales y ante la ilegitimidad del régimen de Nicolás Maduro». El 4 de febrero de 2019 en una reunión en Canadá, se aceptó incluir al gobierno interino de Guaidó como miembro del Grupo de Lima. Previamente, Guaidó había designado a Julio Borges como representante de su gobierno ante el Grupo.
El 22 de diciembre de 2019, tras la dimisión de Evo Morales, el gobierno transitorio de Jeanine Áñez incorporó a Bolivia al Grupo de Lima, tal y como lo confirmó la canciller Karen Longaric. En octubre de 2020 el nuevo presidente Luis Arce señaló que evaluarían «con mucha calma» su adhesión, dado que no sabían si eran más útiles dentro o fuera del organismo.
El 24 de marzo de 2021, en el Día Nacional de la Memoria, el gobierno argentino de Alberto Fernández anunció su retirada del organismo señalando que «aislar al Gobierno de Venezuela no ha conducido a nada». En agosto del mismo año, el ministro de Relaciones Exteriores de Santa Lucía, Alva Baptiste, anunció la salida de su país del bloque, siguiendo la política no intervencionista del resto de miembros de la Comunidad del Caribe.
El 16 de octubre de 2021, tras un intento de abandonar el organismo, Perú reestableció relaciones diplomáticas con el gobierno de Nicolás Maduro. Para la fecha, Bolivia también había retirado su reconocimiento al gobierno de Guaidó y no respaldaban las declaraciones del Grupo, mientras que México nunca apoyó ni reconoció a Guaidó como presidente.
El giro a la izquierda de la mayoría de sus miembros (que tuvo como epítome la derrota de Jair Bolsonaro en las elecciones presidenciales de Brasil de 2022), así como la eliminación del cargo de presidente interino de Venezuela en enero de 2023, han significado el debilitamiento del Grupo de Lima.